# Banik Karvina
L'Handball Club Banik Okd Karvina è una squadra di pallamano maschile ceca, con sede a Karviná.

## Palmarès

### Titoli nazionali
- Campionato cecoslovacco: 2
  - 1967-68, 1971-72.
- Campionato ceco: 14
  - 1999-00, 2000-01, 2001-02, 2003-04, 2004-05, 2005-06, 2006-07, 2007-08, 2008-09, 2009-10, 2017-18, 2021-22, 2023-24, 2024-25